# حسینیه حاج حسن دماب
حسینیه حاج حسن دماب مربوط به دوره قاجار است و در شهرستان نجف‌آباد، روستای دماب واقع شده و این اثر در تاریخ ۲۴ اسفند ۱۳۸۳ با شمارهٔ ثبت ۱۱۵۹۵ به‌عنوان یکی از آثار ملی ایران به ثبت رسیده است.